# Коты быстрого реагирования
«Коты́ бы́строго реаги́рования» (англ. SWAT Kats: The Radical Squadron) — мультсериал студии Hanna-Barbera, созданный Кристианом и Йоном Трембли. Транслировался в США с 1993 до его отмены в 1995 году. В общей сложности было выпущено 23 полных серии, не считая трёх незаконченных серий и спецвыпуска («Kat’s Eye News Special Report»).
В России был дублирован компанией Екатеринбург Арт и студией Невафильм на Первом Канале.

## Сюжет
Действие происходит в вымышленной столице Мегакэтсити (Megakat City), населяют которую главным образом антропоморфные животные из семейства кошачьих, известные как кэ́тсы (kats, искажённое англ. cats — коты).
Ченс Фёрлонг (англ. Chance Furlong) и Джейк Клоусон (англ. Jake Clawson) — члены военизированной группировки в Мегакэтсити, называемой Энфорсеры (англ. the Enforcers). Во время преследования Дарк Кэта (Dark Kat), их реактивный самолёт разбился, упав на штаб Энфорсеров. Из-за этого несчастного случая командующий Ферал (Feral) отстранил их от выполнения служебных обязанностей. Ченс и Джейк должны были работать на свалке военных отходов до возмещения причинённых ими убытков. Используя хлам со свалки, они построили реактивный истребитель Турбокэт («Turbokat») (напоминающий перекрашенный F-14 с тремя двигателями) и приступили к патрулированию Мегакэтсити уже в качестве Котов быстрого реагирования («SWAT Kats»).

## Создатели
Авторами идеи мультсериала «Коты быстрого реагирования» являются два брата — Йон и Кристиан Трембли, которые оставили университет в Монреале, из-за неудовлетворённости имеющимися там художественными факультетами. Братья приступили к своему художественному самообразованию с изучения живописи по материалам, который был им доступен. Результатом стал мультсериал «Коты быстрого реагирования». Основой для индивидуальностей двух главных персонажей послужили сами братья.
В поисках работы Трембли использовали полученные в результате собственных исследований знания. На резюме откликнулся Фред Сейберт (Fred Seibert) из «Hanna-Barbera», который искал новые таланты и взял Йона и Кристиана Трембли под своё попечительство. Когда они представили ему «Котов быстрого реагирования», Сейберт поддержал идею, но со словами: «Вы придумали это, вы и беспокойтесь об этом», предоставив им полную свободу. На студию также привлекли независимого продюсера База Потамкина известного по «Беренстейновским Медведям» («Berenstain Bears»).
В 1996—1997-е сериал выходил на кассетах от «Екатеринбург-Арт Home Video».

## Реакция критиков
Несмотря на превосходно проработанные сцены и качество звука, первая реакция у тех, кто увидел «Коты быстрого реагирования» была: «Но мы и раньше делали такое». По мнению критиков, студия «Hanna-Barbera» сняла нечто среднее, основанное на более ранних анимационных сериалах, не отрицая, что нечто подобное уже было ранее.
Сейберт обещал зрителям подборку музыки в стиле Брайана Мэя. В этом отношенни «Коты быстрого реагирования» оправдали все ожидания. В мультфильме присутствовал полноценный стереозвук, качество которого лишь немногим уступало уровню кинотеатра. Премьера «Котов быстрого реагирования» состоялась в тот же год что и премьеры мультфильмов: «Мыши-рокеры с Марса», «Кадиллаки и динозавры», «Майти Макс». Эти фильмы различных продюсеров, каждый имеющий собственную превосходную аудио систему, вместе вывели телевизионный звук из «жестяной» эры.

## Персонажи

### T-Bone
Ченс «Ти-Бон» Фёрлонг (англ. Chance «T-Bone» Furlong): коренастый и большой, к тому же маньяк в кресле пилота, Ченс — сорвиголова «сначала делает, а потом думает», который любит опасность и безрассудство. Чем более опасно приключение, тем больше оно ему нравится. Как пилот Турбокота, он заставляет самолёт совершать такие манёвры, которые Орвилл и Уилбер, не смогли бы себе даже представить. Всё это компенсируется естественной склонностью Джейка к осторожности.
Ченс — экстраверт на пределе. Он не заботится о крайних сроках: например, если автомобиль клиентов не готов, то обещает сделать завтра. Ченс всегда хочет больше энергии, больше движения, больше топлива для футуристических устройств Котов быстрого реагирования. Он тот кэтс, который способен установить реактивный двигатель со свалки в автомобиль клиента — малый пробег, но зато бо́льшая грузоподъёмность. Ченс и Джейк — одна команда, и невозможно говорить об одном, не упоминая другого. Они — Экстренная Бригада. Оба дружелюбны и отзывчивы, особенно их хобби автомеханика. Им обоим нравятся двигатели, и они не боятся испачкать маслом всю свою одежду и лица. Ченс и Джейк не заботятся о манерах, везде можно найти следы арахисового масла с палочками или оторванные уголки от шестигранных пакетов молока. Но как Коты быстрого реагирования Ченс и Джейк имеют общую цель. В кабине, они всегда одного мнения.
Происхождение: Выросший в Мегакэтсити Ченс с раннего возраста находился под влиянием комиксов, которые он читал, хотел быть одним из «хороших парней» в преступном мире. В конечном счёте Ченс воплотил свою мечту, став Энфорсером, пилотом в эскадре истребителей. К сожалению, служба совсем не оправдала его ожиданий. Везде надо было следовать инструкциям, составлять протоколы и соблюдать субординацию, что очень раздражало бунтарскую натуру Фёрлонга. Именно один такой инцидент, где он не исполнил приказ, закончился разрушением Штаба Энфорсеров и, как следствие, стал концом его карьеры. Ченс Фёрлонг значительно более «активен» чем Джейк, любит действовать в учтивой, почти скандальной манере. Часто считая себя главным, Ченс убеждён, что есть небольшая частичка в его эго, которая делает его «старшим братом» Джейка. Как T-Bone он практически такой же, наверное, даже более экстремальный. Считает себя лучшим пилотом в Мегакэтсити, всё время он и не мог думать иначе. Его лётные навыки по управлению Турбокэтом — почти легенда; он всегда побеждает в сражении. Если T-Bone не летает, то он также превосходный боец, предпочитающий более прямой стиль, чем какое-либо сложное боевое искусство. Несмотря на то, что временами внешне он кажется весьма грубым, T-Bone внимателен ко всем, кто рядом, особенно к Razor’у. Защищать невинных — это один из его главных приоритетов, у T-Bone это хорошо получается, как обычно, легко и непринуждённо.

### Razor
Джейк «Рейзор» Клоусон (англ. Jake «Razor» Clawson): второй пилот, навигатор и эксперт по оборудованию. Джейк меньше чем Ченс, более худощав, и будоражит вокруг себя симпатичных девчонок. Но, когда он вступает в схватку, то проворен как пантера. Он — генератор идей, проектирует большинство уникального вооружения, которым оснащён Турбокэт. Он может переделать, построить на скорую руку и приспособить устройства на месте, если возникает такая потребность. Ничто не остаётся без внимания Джейка, он более организованный и добросовестный, чем Ченс. Всякий раз, когда Ченс разыгрывает его, он невозмутим и подымает в знак ободрения большие пальцы вверх и широко улыбается. Но он всегда находит способ отомстить Ченсу. Даже притом, что Джейк косноязычен с девчонками, его подход «в омут с головой» часто срабатывает ему на пользу. Так или иначе, Джейк, как обычно, всегда получает пощёчины, что очень огорчает Ченса.
Происхождение: изначально он был стрелком в эскадре истребителей Энфорсеров, летал как стрелок-оператор пилота Ченса Фёрлонга. Оба действовали очень слаженно, что было очень ценным качеством, поэтому их двоих задействовали в чрезвычайно важной миссии по уничтожению Кота Тьмы, изменника, страдающего манией величия, который задумал разбомбить Штаб Энфорсеров. Эскадра истребителей приближалась, чтобы осуществить перехват, но Кот Тьмы оказался очень виртуозным пилотом и увернулся от основных сил эскадры. Только Фёрлонг и его стрелок Клоусон продолжали преследование. Клоусон поймал в прицел и навёл ракету на корабль злодея, повредив его системы вооружения. В тот момент, когда надо было нанести последний удар, резко вмешался командующий Улисс Ферал, также держащий на прицеле злодея. Клоусон замешкался, поскольку Фёрлонг и Ферал пререкались друг с другом. Ферал приказал Фёрлонгу немедленно отступить, чтобы не мешать прикончить злодея. Фёрлонг отказался, и их самолёты столкнулись в воздухе. Реактивный самолёт командующего получил небольшие повреждения, но стабилизаторы на реактивном самолёте Клоусона и Фёрлонга были разрушены, и они были вынуждены прыгать с парашютом. Выведенный из строя реактивный самолёт резко упал вниз и врезался в Штаб Энфорсеров, причинив большие разрушения. Воспользовавшись созданным хаосом, Кот Тьмы сумел убежать.
Джейк Клоусон: несмотря на неоднозначные события, через которые он прошёл, и которые заставили его вести двойную жизнь в качестве Кота быстрого реагирования, Джейк ведёт себя спокойно и не стремится показать себя (даже можно сказать застенчивый). Но всё меняется, когда он — Razor. Действуя под прикрытием этой маски, он не проявляет ни малейшей доли застенчивости или колебаний, делая очередной «пинок под хвост» злу. Будучи экспертом в боевых искусствах, а также в совершенстве владея компьютером и техническими навыками, он является ещё и опытным стрелком, часто разрабатывает тактику и обеспечивает слаженные действия команды.

### Второстепенные персонажи
Кэлли Бриггс (англ. Calico ‘Callie’ Briggs) — решительная, волевая женщина с командным голосом, помощник мэра Мэнкса. Её всегда посылают разобраться с проблемами и опасными ситуациями, таким образом, мэр получает информацию из первых уст, не рискуя своей шеей. Она также является посредником между Фералом и мэром, между которыми иногда возникают напряжённые отношения. Хотя она не знает кто есть Коты быстрого реагирования, у Кэлли есть экстренная связь, чтобы вызвать их, когда возникает опасность. Все, что она знает о Котах быстрого реагирования, это то, что эти сумасшедшие сорвиголовы не раз спасали МегаКотсити. Келли не стремится к власти. Она искренне заботится о МегаКотсити. Если возникает угроза, она всегда на переднем крае и ничто не остановит её.
Командующий Улисс Ферал (англ. Commander Ulysses Feral) — командир Энфосеров, бывший начальник Ченса и Джейка. Жесткий, действующий только по уставу, ветеран полицейских сил, ненавидящий, когда кто-либо лезет в его дела. С другой стороны — храбрый и ответственный офицер, который никогда не прячется за спины своих людей, считая повышенный риск платой за власть командира. В первом сезоне — заклятый враг Котов Быстрого Реагирования, мечтающий засадить их за решётку. К моменту начала второго сезона, его отношения к Котам немного улучшается, что впрочем не мешает ему агрессивно отзываться в их адрес в прессе и присваивать их заслуги.
Лейтенант Фелина Ферал (англ. Lieutenant Felina Feral) — племянница Командора Ферала. Отважный и высококомпетентный офицер Инфосеров. Прекрасный пилот, лишь немного уступающий Ченсу. В отличие от своего дяди горячо приветствует помощь Котов Быстрого Реагирования, регулярно выступая в роли их партнёра.
Мэр Мэнкс (англ. Mayor Manx) — босс Кэлли, и ответственный за управление МегаКотсити. Политический лидер (он служит свой 10-й срок), мэр Мэнкс достаточно здравомыслящий, чтобы понимать, несмотря на то, что Ферал публично обвиняет Котов быстрого реагирования, называя их сумасшедшими линчевателями, которые терроризируют невинных граждан, когда преследуют преступников, широкой общественности нравятся эти парни. Мэр Мэнкс видел последние опросы общественного мнения, и, как истинный политический деятель, он закрывает глаза на эту проблему. Учитывая его общественное положение, ленивому мэру нравится, что рядом есть Коты быстрого реагирования, которые спасают его город. В отличие от командора Ферала, у мэра нет причин ненавидеть Котов быстрого реагирования. Однако он хотел бы лично контролировать их. Мэр Мэнкс думает, что Келли оказывает весьма хорошую услугу мэру. Она делает всю грязную работу, иногда даже рискуя своей жизнью, в то время как трусливый мэр Мэнкс находится в безопасном месте под охраной в здании городской ратуши. Она выезжает на все вызовы в горячие точки, в то время как мэр Мэнкс играет в гольф или отъедает свою морду на почётных обедах. Но он всегда тут как тут, чтобы погреться в лучах славы, когда Коты быстрого реагирования в очередной раз спасает МегаКотсити от катастрофы.
Бурк и Мюррей (англ. Burke and Murray) — похоже, что эти два маргинала были взращены на кислом молоке. Они только и делают, что смеются (демонстрируя плохие зубы), во время разгрузки отходов, над двумя котами, Ченсом и Джейком, которые опустились ещё ниже их уровня (как они считают). Эта парочка всегда носит футболки с оторванными рукавами и именами бейсболистов, смакуя каждую подвернувшуюся возможность, чтобы напомнить Ченсу и Джейку, кто тут командует на свалке.

### Основные злодеи
Кот Тьмы (англ. Dark Kat) — это таинственное существо днём является судьёй МегаКотсити. Но ночью, он становится Котом Тьмы в мантии, сумасшедший типа Ганнибала Лектера, который освобождает заключённых только, если они помогут ему творить зло. Кот Тьмы ненормальный, но гений, его острый разум делает его смертельным противником Котов быстрого реагирования. В своей пещере в виде зала суда глубоко под городом, украшенной статуей правосудия с перевёрнутыми весами, Кот Тьмы строит планы по захвату МегаКотсити. Согласно его главному плану, надо объединить всех преступников и сделать одно большое нападение, захватив город и установив свою диктатуру. Однако он так и не смог никого объединить. Если он сможет когда-либо заставить всех их сотрудничать, власть будет его, что является одной из причин, по которой другие не хотят сотрудничать. Они знают, что, если Кот Тьмы получит власть, он будет управлять всеми ими. Не объединяться, в данном случае, означает оставаться свободными.
Временщик (англ. Pastmaster) — мёртвый колдун из средневековья, которого снова оживили. Его единственное злое желание это уничтожить современную цивилизацию и вернуть назад средневековье — старые добрые дни. С помощью своих зловещих, волшебных часов он призывает монстров из прошлого, чтобы нанести ущерб МегаКотсити. Временщик также имеет силу призывать мифологических существ, таких как гарпии и даже циклопа, а также динозавров. Хотя у него есть сила послать современных обитателей назад в древние века, сам он неспособен вернуться в желанное средневековье. Он пойман в ловушку, и ненавидит это.
Коты-металлисты (англ. Metallikats) — эти бионические Мак и Молли имеют умственные способности с преступными наклонностями, но у них тела роботов. Когда они не готовят реванш против Котов, которые изгнали их, они замышляют построить машины, чтобы захватить власть и управлять МегаКотсити. У металлистов есть все виды чудовищных машин, чтобы сражаться с Котами быстрого реагирования. Они были бы ещё более опасными, если бы они не становились жертвами своих собственных ссор между собой, которые обычно приводят к краху их планов.
Доктор Гадюка (англ. Dr. Viper) — гений, но безумен, биолог, который, в результате дерзкого эксперимента, видоизменил своё тело и повредил свой разум. Теперь он живёт в болоте, заполненном мёртвыми, чахлыми, покрытыми слизью деревьями. Доктор Гадюка частично змея, и ниже его лабораторного халата тянется хвост, с помощью которого он может скользить через болото или оборачиваться вокруг жертвы. У него даже есть собственный яд, который может сжечь любого из Котов быстрого реагирования если зазеваются. Его укус может превратить несчастную жертву в кого-то такого же ужасного, как и сам доктор Гадюка. С его армией биологических мутантов, Гадюка стремится превратить МегаКотсити в гигантское болото, где он сможет экспериментировать над несчастными жителями. Он единственный злодей, которому удалось убить Котов быстрого реагирования, хотя только в альтернативном будущем, которое, предположительно, было стёрто, как было показано в серии «Яркое и блестящее будущее».
Жёсткий Диск (англ. Hard Drive) — хакер, проникающий в компьютерные системы с помощью электрического плаща (surge coat), который даёт ему возможность превращаться в сгусток электроэнергии и перемещаться по проводам. Без плаща Жёсткий Диск сразу теряет уверенность и, как правило, сдаётся без сопротивления. Является наёмником и переходит на сторону того, кто больше заплатит. Хотя когда он угнал самолёт Котов быстрого реагирования, чтобы очернить главных героев, то проявил себя опытным пилотом. Когда он надевает защитное пальто, его глаза становятся янтарными, а волосы превращаются в светлый ирокез.

## Список серий

### Первый сезон — 13 серий
1. The Pastmaster Always Rings Twice
2. The Giant Bacteria
3. The Wrath of Dark Kat
4. Destructive Nature
5. The Metallikats
6. Bride of the Pastmaster
7. Night of the Dark Kat
8. Chaos in Crystal
9. The Ghost Pilot
10. Metal Urgency
11. The Ci-Kat-A
12. Enter the Madkat
13. Katastrophe

### Второй сезон — 10 серий
1. Mutation City
2. A Bright and Shiny Future
3. When Strikes Mutilor
4. Razor’s Edge
5. Cry Turmoil / SWAT Kats Unplugged
6. The Deadly Pyramid
7. Caverns of Horror
8. Volcanus Erupts! / The Origin of Dr. Viper
9. The Dark Side of the SWAT Kats
10. Unlikely Alloys

### Специальные выпуски — 1 серия
1. Kat’s Eye News Special Report (альтернативное название — The Best of SWAT Kats)

## Незаконченные серии
- The Curse of Kataluna (также известна как Succubus)
- Turmoil II: The Revenge
- Doctors of Doom
- Cold War (unused premise)
- Blackout (unused premise)